# 120 Collins Street
120 Collins Street est un gratte-ciel de bureaux situé à Melbourne (Australie).
L'édifice mesure 264 mètres de haut (flèche comprise). La hauteur du dernier toit parvient à 220 mètres.